# Kabalistické centrum

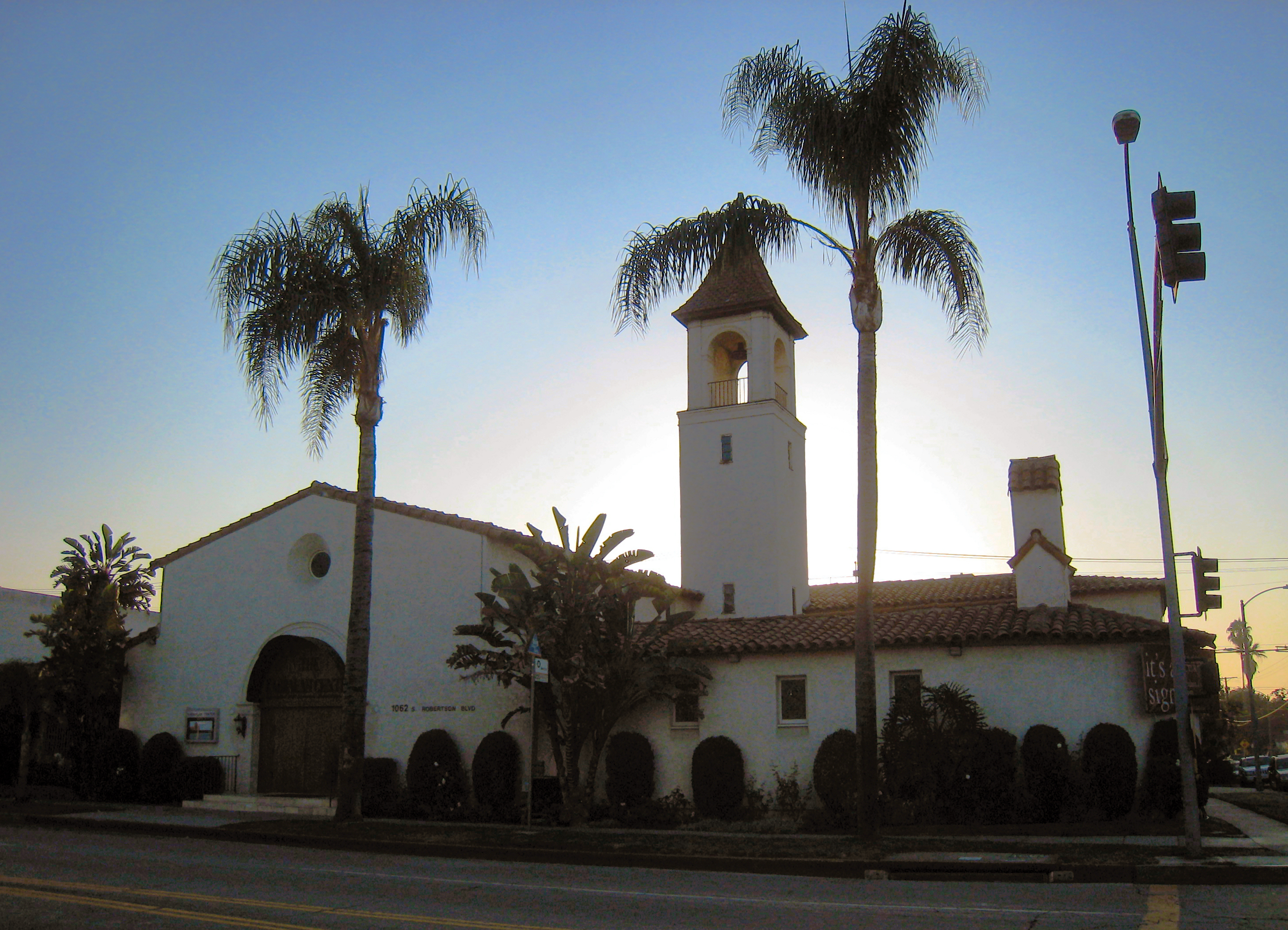
Kabalistické centrum v Los Angeles

Kabalistické centrum (Kabbalah Centre) je podle amerického zákona 501(c)(3) nezisková duchovní organizace se sídlem v Los Angeles, Kalifornie, která poskytuje kurzy prostřednictvím svých místních středisek a internetu. Pro své zastánce je Kabalistické centrum „duchovní organizace, která učí principy kabaly (židovského mysticismu) prostřednictvím jedinečného a uživatelsky příjemného systému přístupnému komukoliv, bez ohledu na náboženství, rasu, věk, či pohlaví.“ Tato zjednodušená prezentace kabaly byla vyvinuta současným vůdcem Kabalistického centra Philipem Bergem a jeho manželkou Karen Berg, za odporu tradičních náboženských kruhů. V Kabalistickém centru jsou židovští i nežidovští učitelé a studenti. Některé židovské organizace jej označují jako nežidovskou organizaci a považují finanční podporu centru židy za problematickou, jelikož některé formy judaismu zakazují židům provádět náboženské rituály s nežidy.
Mezi členy centra patří i mnohé známé osobnosti, jako například Madonna, Britney Spears, Demi Moore, Ashton Kutcher, Elizabeth Taylor, Paris Hilton, Gwyneth Paltrow a mnoho dalších.